# Zwelitsha
Zwelitsha este un oraș din provincia Oos-Kaap, Africa de Sud.